# Fiat SPA TM 40
Pour le camion spécialement construit pour la Wehrmacht, voir Fiat SPA T40.
Le Fiat-SPA TM 40 est un tracteur d'artillerie, en version 4x4, fabriqué par le constructeur italien SPA, filiale de Fiat V.I., entre les années 1938 et 1948.
Censé remplacer les tracteurs Pavesi, le Fiat-SPA TM 40 ne fut pas produit en quantité suffisante pour y parvenir totalement. Ses excellentes prestations lui permirent toutefois de poursuivre sa carrière bien après la fin de la Seconde Guerre mondiale.

## Histoire
Les premiers tracteurs d'artillerie italiens destinés à l'artillerie divisionnaire ont fait leur apparition en 1932 avec le modèle Pavesi P4/100 TL140, rebaptisé TL31, qui sera utilisé durant la guerre civile espagnole. Mais ce modèle dû être modifié à cause notamment de l'absence de suspensions adéquates et de ses dimensions trop importantes. Un nouveau modèle a donc été mis à l'étude en 1935, destiné à la motorisation des groupes. Comme son prédécesseur, il devait être entraîné par 4 roues motrices pouvant recevoir aussi bien des pneus pleins que des pneus à valve. Entre autres spécifications, ce tracteur devait être capable d'accueillir six personnes, de tracter les pièces d'artillerie de 75 et 100 mm à une vitesse minimale de 40 km/h sur route et de franchir des pentes de 60 %. Ce sera le Fiat SPA TL37 avec ses 4 roues motrices et directrices.
L'adoption du tracteur léger TL 37 incita la DGM (Direction Générale de la Motorisation du Regio Esercito) en 1938, à lancer un concours pour un tracteur plus puissant destiné aux pièces d'artillerie de corps d'armée et antiaérienne, désigné TMa - Trattore Medio per artiglieria (Tracteur Moyen d'artillerie), en vue de remplacer les déjà anciens Pavesi. Trois sociétés répondirent au concours : Fiat-SPA, Alfa Romeo et Breda. Si le prototype présenté par cette dernière adoptait un aspect assez similaire à celui du Breda 32, les véhicules des deux autres constructeurs proposaient une architecture à cabine avancée de conception beaucoup plus moderne.
Le choix des autorités militaires se porta sur le modèle présenté par Fiat-SPA, qui avait comme principal atout un moteur plus puissant lui permettant d'atteindre une vitesse de 42 km/h sur route, là où les autres modèles ne dépassaient pas 35 km/h. Les essais menés à partir de mai 1941 conseillèrent l'adoption de roues à jantes démontables de type unifié permettant l'utilisation de bandages semi-pneumatiques ou de pneus à chambre Pirelli type Artiglio de 50x9 ou type Libia de 12,75x32, en lieu et place des jantes à voile ajouré adoptées initialement qui n'autorisaient que l'usage de bandages semi-pneumatiques Celerflex.
Le modèle FIAT-SPA, dénommé TMa - Trattore Medio per artiglieria, Tracteur moyen d'artillerie - remporta la faveur des autorités militaires italiennes en 1939 et baptisé TM40. L'entrée en guerre de l'Italie gela provisoirement le projet mais la production ne démarra que très lentement en 1941 du fait du manque de matières premières. Les 48 premiers exemplaires seront livrés en 1941 et 364 autres en 1942. Pour pallier ce manque, l'armée italienne dû convertir des camions Lancia 3Ro en tracteurs d'artillerie. Au 1er trimestre 1943, seulement 90 exemplaires furent construits. En 1944, un lot de 153 exemplaires fut fabriqué mais a été « récupéré » par la Wehrmacht ainsi qu'un autre lot en 1945 dont on ignore le nombre. La Wehrmacht le rebaptisa "Radschlepper 110 PS Spa (i)". Peu avant l'Armistice de Cassibile du 3 septembre 1943, le Regio Esercito disposait de 432 exemplaires TM40.

## Technique
Le Fiat SPA TM 40 était plus une mise à jour en plus gros et plus puissant du TL 37 qu'un vrai nouveau modèle. Comme le TL 37, il disposait d'une cabine avancée, de quatre roues motrices toutes directrices ce qui réduisait le diamètre de braquage à moins de 10 mètres, qualité primordiale pour l'alignement rapide des pièces d'artillerie. Il disposait de phares et d'un treuil à l'arrière de 6 tonnes. Il pouvait transporter, en plus du conducteur, sept artilleurs avec 250 kg de munitions dans le coffre arrière.
Les premiers exemplaires livrés à l'armée italienne en 1942 furent employés sur le front russe. En Sicile, un exemplaire fut capturé par les Américains et envoyé pour évaluation à Aberdeen. Au 30 avril 1943, on en dénombrait 432 exemplaires en service dans le Regio Esercito et la Regia Marina.
Il traînait le canon Breda 90/53 Mod. 1906 ou un obusier de 149/19 ou bien des remorques et a même servi de camion-grue pour récupérer les camions et chars endommagés. Outre son rôle de tracteur d'artillerie, vu ses capacités assez extraordinaires, le TM 40 fut utilisé pour tracter le char moyen M 15/42 sur une remorque Viberti ainsi que le char léger L6/40 sur remorque Adige.

## Les versions dérivées du Fiat SPA TM 40
- Fiat SPA T40 : camion spécialement et uniquement fabriqué pour la Wehrmacht,
- Fiat SPA AS37 : version camion saharien capable de transporter 8 soldats,
- Fiat SPA AS43 : version véhicule de reconnaissance similaire au S37

## Utilisateurs
- Armée Royale italienne,
- Wehrmacht,